# Stazione di Pamplona
La stazione di Pamplona (in basco Iruñeko tren geltokia; in spagnolo Estación de Pamplona) è la principale stazione ferroviaria di Pamplona/Iruña, Spagna. realizzata nel 1860 era chiamata estacion del Norte. Offre collegamenti di media e lunga distanza realizzate dalle ferrovie statali Renfe, soprattutto verso località nazionali.

## Storia
La stazione fu aperta al traffico il 15 settembre 1860 con il treno che univa Caparroso a Pamplona lungo la tratta che univa Saragozza con la Navarra e che era gestita dalla Compañía del Ferrocarril de Zaragoza a Pamplona. La compagnia si unì presto con la compañía del ferrocarril de Zaragoza a Barcelona dando luogo alla compañía de los Ferrocarriles de Zaragoza a Pamplona y Barcelona, che, causa delle difficoltà economiche, il 1 aprile 1878 si fuse con Norte. Infine, nel 1941, con la nazionalizzazione delle ferrovie spagnole si arrivò all'integrazione di Norte nella nuova Renfe.
A partire dal 31 dicembre del 2004 si è avuta la separazione dell gestione dei collegamenti che è rimasta a Renfe da quella delle infrastrutture e delle stazioni passate ad ADIF (Administrador de Infraestructuras Ferroviarias) controllata dal Ministero delle infrastrutture.

## La stazione
È situata in piazza della Stazione nel quartiere di San Jorge posto a ovest del centro urbano.
L'edificio viaggiatori attuale consiste in una ampia struttura rettangolare disposta lateralmente sulla via. DIspone di un punto di informazione, vendita di biglietti, servizi igienici e caffetteria. In totale dispone di dieci binari.